# Баборово
Баборово (пол. Baborowo, нім. Barkendorf) — село в Польщі, у гміні Шамотули Шамотульського повіту Великопольського воєводства.
Населення — 210 осіб (2011).
У 1975-1998 роках село належало до Познанського воєводства.

## Демографія
Демографічна структура станом на 31 березня 2011 року:
|          | Загалом | Допрацездатний вік | Працездатний вік | Постпрацездатний вік |
| -------- | ------- | ------------------ | ---------------- | -------------------- |
| Чоловіки | 109     | 29                 | 73               | 7                    |
| Жінки    | 101     | 26                 | 62               | 13                   |
| Разом    | 210     | 55                 | 135              | 20                   |